# HD 96566
HD 96566，又名CP-61 2067，SAO 251269、HR 4325，是一颗恒星，视星等为4.61，位于銀經291.12，銀緯-1.98，其B1900.0坐标为赤經11h 2m 26.3s，赤緯-61° -1.98′ 1″。